# 维利亚姆纳加尔
维利亚姆纳加尔（Williamnagar），是印度梅加拉亚邦东加罗丘陵县的一个城镇。

## 人口
该地2001年总人口18,251人，其中男性9,427人，女性8,824人；0－6岁人口3,320人，其中男1,685人，女1,635人；识字率67.43%，其中男性为70.92%，女性为63.69%。